# Nguyễn Hữu Có
Nguyễn Hữu Có (1925 – 2012) nguyên là một cựu tướng lĩnh Bộ binh của Quân lực Việt Nam Cộng hòa, cấp bậc Trung tướng. Ông xuất thân từ khóa đầu tiên tại trường Võ bị Quốc gia do Chính phủ Quốc gia Việt Nam mở ra ở miền Trung Việt Nam vào cuối thập niên 40  ông cũng là một chính khách, từng giữ chức vụ Phó Thủ tướng kiêm Tổng trưởng Quốc phòng Việt Nam Cộng hòa, đồng thời là Tổng Tham mưu trưởng Quân lực Việt Nam Cộng hòa (1965–1967). Ông từng là nhân vật quan trọng trong chính trường Việt Nam Cộng hòa trong giai đoạn các tướng lĩnh cầm quyền (1963-1967). Cuối tháng 4 năm 1975, ông tái ngũ với vai trò là người của Thành phần thứ ba để cùng với Tổng thống Dương Văn Minh tìm giải pháp cứu vãn Chế độ Việt Nam Cộng hòa. Giai đoạn sau này, ông được bầu làm Ủy viên Ủy ban Trung ương Mặt trận Tổ quốc Việt Nam với tư cách là nhân sĩ tự do. Ông được chính phủ của Đảng Cộng sản Việt Nam xem như một biểu tượng của sự hòa giải dân tộc, xóa bỏ hận thù sau chiến tranh.

## Tiểu sử và Binh nghiệp
Ông sinh ngày 23 tháng 2 năm 1925 tại Mỹ Tho, miền Nam Việt Nam giai đoạn Thuộc địa Pháp trong một gia đình điền chủ khá giả. Thời học sinh, ông theo học tại trường Quốc học Khải Định, Huế. Đến năm 1939, ông nhập học Trường Thiếu sinh quân Đông Dương Cap Saint-Jacques.
Tháng 4 năm 1943, ra trường được cấp chứng chỉ tốt nghiệp tương đương với văn bằng Tú tài bán phần (Part I). Ngay sau đó, ông gia nhập vào Quân đội Thuộc địa. Sau khi Cách mạng tháng 8 nổ ra, ông bỏ ngũ tham gia Việt Minh một thời gian ngắn. Năm 1946, sau khi Pháp tái chiếm Nam kỳ, ông tái ngũ và tiếp tục phục vụ Quân đội Pháp cho đến ngày được cử đi học sĩ quan.

### Quân đội Liên hiệp Pháp
Năm 1948, Quốc gia Việt Nam chính thức ra đời, ông được cử theo học khóa 1 tại trường Võ bị Quốc gia ở Huế, khai giảng ngày 1 tháng 10 năm 1948. Ngày 1 tháng 6 năm 1949 mãn khóa. Ông tốt nghiệp Thủ khoa với cấp bậc Thiếu úy hiện dịch. Sau khi tốt nghiệp, ông cùng 9 sĩ quan trẻ người Việt có thành tích học tập tốt nhất được đưa sang Pháp học tiếp 1 năm tại trường École d'Application d'Infanterie ở tỉnh Bretagne. Trong số này có các Thiếu úy Nguyễn Văn Thiệu, Đặng Văn Quang, Tôn Thất Đính... về sau đều giữ những vai trò quan trọng trong chính trường Việt Nam Cộng hòa.

### Quân đội Quốc gia Việt Nam
Sau khi về nước năm 1950, ông được thăng cấp Trung úy và được cử giữ chức vụ Chỉ huy trưởng trường Thiếu sinh quân Gia Định. Năm 1952, ông chuyển ngạch sang phục vụ Quân đội Quốc gia, được thăng cấp Đại úy tại nhiệm. Tháng 7 năm 1953, ông bàn giao chức vụ Chỉ huy trưởng trường Thiếu sinh quân lại cho Đại úy Cao Minh Điến. Sau đó ông được chuyển ra vùng Bùi Chu, Nam Định ở miền Bắc với nhiệm vụ cùng với các sĩ quan cao cấp khác tổ chức lại các Tiểu đoàn Khinh quân để làm nòng cốt thành lập Liên đoàn 31 Bộ binh biệt lập. Ngày 16 tháng 4 năm 1954, ông được thăng cấp Thiếu tá giữ chức Chỉ huy trưởng Liên đoàn 31 Bộ binh thay thế Trung tá Tôn Thất Đính. Sau Hiệp định Genève (20 tháng 7) năm 1954, ông cùng đơn vị di chuyển vào Nam, đóng quân ở Quảng Nam.

### Quân đội Việt Nam Cộng hòa
Ngày 1 tháng 1 năm 1955, ông được thăng cấp Trung tá Tư lệnh đầu tiên Sư đoàn 31 Bộ binh tân lập vừa được thành lập tại Quảng Nam, miền Trung Việt Nam. Ngày 15 tháng 6 cùng năm, ông được lệnh bàn giao Sư đoàn 31 lại cho Đại tá Tôn Thất Xứng. Ngay sau đó ông được chuyển về miền Nam giữ chức vụ Chỉ huy trưởng Phân khu miền Đông Nam phần.
Sau một thời gian ngắn, Quân đội Việt Nam Cộng hòa được cải danh từ Quân đội Quốc gia (cuối tháng 10 năm 1955). Tháng 4 năm 1956, ông được thăng cấp Đại tá, Chỉ huy phó Chiến dịch Bình định miền Đông Nam phần do Thiếu tướng Văn Thành Cao làm Chỉ huy trưởng.
Năm 1957, ông được cử đi du học lớp Tham mưu cao cấp tại Học viện Chỉ huy và Tham mưu Fort Leavenworth, Kansas, Hoa Kỳ. Mãn khóa học về nước, ông được bổ nhiệm chức vụ Tư lệnh Sư đoàn 16 Khinh chiến đồn trú ở Cao nguyên Trung phần. Cuối tháng 3 năm 1959, Sư đoàn 16 giải tán, ông được chuyển đi làm Tham mưu trưởng Quân đoàn II tại Ban Mê Thuột thay thế Đại tá Nguyễn Văn Mạnh.

### Đệ nhị Cộng hòa và thời kỳ loạn tướng
Cuộc đảo chính lật đổ Tổng thống Ngô Đình Diệm ngày 1 tháng 11 năm 1963, ông là một trong 2 Đại tá chủ chốt (người còn lại là Đại tá Nguyễn Văn Thiệu). Ngay khi đảo chính vừa nổ ra, ông lập tức được điều về Mỹ Tho tước quyền chỉ huy Sư đoàn 7 Bộ binh của Đại tá Bùi Đình Đạm và cho di chuyển các chiếc phà Mỹ Thuận nhằm ngăn không cho lực lượng của Quân đoàn IV có thể về Sài Gòn cứu viện cho Tổng thống Diệm. Đảo chính thành công, ngày 2 tháng 11 ông được thăng Thiếu tướng và được cử làm Tư lệnh Quân đoàn IV và Vùng 4 Chiến thuật. Đồng thời ông được kiêm nhiệm chức vụ Ủy viên Hội đồng Quân nhân Cách mạng do tướng Dương Văn Minh làm Chủ tịch. Tuy nhiên, đến cuối tháng 1 năm 1964, ông ngả về phe các tướng làm chỉnh lý do tướng Nguyễn Khánh cầm đầu, lật đổ các tướng lãnh đạo trong Hội đồng Quân nhân Cách mạng. Hai tháng sau ngày Chỉnh lý, ông được lệnh bàn giao Quân đoàn IV lại cho thiếu tướng Dương Văn Đức. Ngày 15 tháng 9 cùng năm, ông được tướng Khánh bổ nhiệm chức vụ Tư lệnh Quân đoàn II và Vùng 2 chiến thuật thay thế trung tướng Đỗ Cao Trí.
Cùng với các tướng Nguyễn Văn Thiệu và Nguyễn Cao Kỳ, ông được xem là một trong những thủ lĩnh của nhóm tướng trẻ ủng hộ tướng Khánh nắm quyền. Tuy nhiên, trước tham vọng quyền lực cũng như sự bất lực của tướng Khánh trong việc ổn định tình hình, năm 1965, nhóm tướng trẻ đã làm áp lực buộc tướng Khánh phải lưu vong, trao quyền cho Thủ tướng Phan Huy Quát. Tuy nhiên, đến ngày 12 tháng 6 năm 1965, Quốc trưởng Phan Khắc Sửu và Thủ tướng Phan Huy Quát đồng loạt từ chức giao quyền hành cho Hội đồng Quân lực (hậu thân của Hội đồng Quân nhân Cách mạng). Cũng trong ngày 12, Hội đồng Quân lực họp bàn để thành lập Ủy ban Lãnh đạo Quốc gia và Ủy ban Hành pháp Trung ương.
Thượng tuần tháng 6 năm 1965, ông bàn giao Quân đoàn II lại cho Thiếu tướng Vĩnh Lộc (nguyên Tư lệnh Biệt khu Thủ đô). ngay sau đó, ông được bầu làm Phó chủ tịch của Ủy ban Lãnh đạo Quốc gia, đồng thời là Tổng ủy viên Chiến tranh kiêm Ủy viên Quốc phòng của Ủy ban Hành pháp Trung ương, ông trở thành nhân vật thứ 3 trong Hội đồng Quân lực, sau tướng Nguyễn Văn Thiệu, Chủ tịch Ủy ban Lãnh đạo Quốc gia và tướng Nguyễn Cao Kỳ, Chủ tịch Ủy ban Hành pháp Trung ương. Ngày 15 tháng 7, ông được Hội đồng Quân lực cử kiêm nhiệm chức vụ Tổng tham mưu trưởng thay tướng Thiệu, đến ngày 15 tháng 10 thì thôi kiêm nhiệm chức vụ Tổng tham mưu trưởng và được cử làm Đệ nhất Phó chủ tịch Ủy ban Hành pháp Trung ương (cách gọi khác là Phó thủ tướng). Người thay ông ở cương vị Tổng tham mưu trưởng là Thiếu tướng Cao Văn Viên. Tháng 11 cùng năm, ông được thăng Trung tướng.
Ngày 6 tháng 2 năm 1966, ông tháp tùng phái đoàn do Trung tướng Thiệu và Thiếu tướng Kỳ làm trưởng và phó đoàn, hướng dẫn đi tham dự Hội nghị Thượng đỉnh với Tổng thống Hoa Kỳ Lyndon Baines Johnson tại Honolulu thuộc Tiểu bang Hawaii của Hoa Kỳ tại bắc Thái Bình Dương.
Cùng được thăng cấp Trung tướng bấy giờ là tướng Nguyễn Chánh Thi, Đại biểu chính phủ tại Trung phần. Tuy nhiên, tại miền Trung, tướng Thi đã có những cáo buộc nảy lửa công khai về tệ tham nhũng cũng như những chỉ trích sự độc tài trong Chính phủ của tướng Kỳ. Phong trào Phật giáo ở đây cũng bùng nổ mạnh hơn hết do lực lượng quân đội của Quân đoàn I do tướng Thi chỉ huy đã không thực hiện các mệnh lệnh trấn áp phong trào Phật giáo từ chính phủ trung ương đưa xuống, là một cách không chính thức chống lại quyền lực của chính phủ tướng Kỳ. Nhận định tướng Thi một đối thủ nguy hiểm, tướng Kỳ đã tìm cách liên kết với nhiều tướng lãnh để giải trừ chức vụ của tướng Thi đồng thời trấn áp cuộc tranh đấu của Phật giáo miền Trung. Ngày 10 tháng 3 năm 1966, tướng Kỳ ra quyết định cách chức Tư lệnh Quân đoàn I của tướng Thi. Chính ông là người ra lệnh bắt giữ và đưa tướng Thi vào giam lỏng tại Sài Gòn một ngày sau đó, 11 tháng 3 năm 1966. Sau đó tướng Thi bị buộc phải lưu vong sang Mỹ với lý do chữa bệnh "thối mũi".

### Bên lề thời cuộc
Điều trớ trêu là sau khi tướng Thi bị loại, đến lượt ông trở thành đối tượng mà tướng Thiệu và tướng Kỳ phải gạt bỏ. Năm 1967, trong khi đang đi công tác ở Đài Loan, ông bị gạt ra khỏi mọi chức vụ trong Quân đội đồng thời buộc phải giải ngũ. Ông sang Hongkong xin tị nạn chính trị, mãi đến năm 1970 mới được Tổng thống Nguyễn Văn Thiệu cho hồi hương.
Sau khi được hồi hương, ông quyết định không tham gia chính trường và mở một trại gà ở Thủ Đức để sinh kế. Bên cạnh đó, ông cũng theo học thêm các chứng chỉ về Văn khoa, Kinh tế. Với những kiến thức này, về sau ông tham gia thương trường và từng giữ chức Phó tổng giám đốc Tín Nghĩa Ngân hàng do ông Nguyễn Tấn Đời làm Tổng giám đốc. Sau khi Tín Nghĩa Ngân hàng bị chính quyền Việt Nam Cộng hòa thanh tra và buộc phải ngừng hoạt động năm 1973, ông chuyển sang hợp tác với các cựu tướng từng bị ông phế truất là Trần Văn Đôn, Mai Hữu Xuân, Lê Văn Kim dựng nên một xưởng sản xuất dép mềm lấy thương hiệu theo tên ghép của 4 người DOXUKICO. Ông còn có một hiệu buôn xe đạp và một tiệm chế biến khô mực xuất khẩu.
Tuy được xem là kẻ cựu thù, nhưng ông lại là người ủng hộ tướng Dương Văn Minh làm lãnh đạo của Lực lượng thứ ba tham gia chính trường. Khi tướng Dương Văn Minh nhậm chức Tổng thống, ông xin tái ngũ và được cử giữ chức Cố vấn cho Trung tướng Vĩnh Lộc tân Tổng Tham mưu trưởng (thay thế Đại tướng Cao Văn Viên), đồng thời ông còn được kiêm chức Phụ tá cho cựu Trung tướng Trần Văn Đôn, tân Tổng trưởng Quốc phòng trong Nội các mới thành lập của tân Thủ tướng Nguyễn Bá Cẩn. Ông là một trong 2 tướng lĩnh còn ở lại bên Tổng thống đến giờ phút cuối cùng của Sài Gòn (người kia là Chuẩn tướng Nguyễn Hữu Hạnh).
Sau ngày 30 tháng 4 năm 1975, ông bị chính quyền mới bắt đi cải tạo đến năm 1987. Sau khi được trả tự do, ông không xuất cảnh theo diện H.O mà ở lại Việt Nam. Năm 1994, ông được Mặt trận Tổ quốc Tp Hồ Chí Minh mời tham gia như một "nhân sĩ tự do". Đại tướng Võ Nguyên Giáp, lần đầu tiên gặp ông, khi ông được Mặt trận Tổ quốc mời ra Hà Nội họp, đã nói: "Chào mi, ta với mi lúc trước hai đứa hai chiến tuyến nhưng nay ta đã là hai anh em". (trước đó Võ Nguyên Giáp và Nguyễn Hữu Có đều giữ chức Bộ trưởng Bộ Quốc phòng của hai chính quyền đối lập nhau)
Đến cuối năm 2004, ông được bầu làm Ủy viên Ủy ban Trung ương Mặt trận Tổ quốc Việt Nam với tư cách là nhân sĩ tự do và là thành viên "Ban liên lạc Việt kiều yêu nước". Ông được Chính phủ Việt Nam xem như một biểu tượng của sự hòa giải dân tộc, xóa bỏ hận thù của 30 năm chiến tranh.
Ông qua đời vào lúc 11 giờ 38 phút ngày 3 tháng 7 năm 2012. Hưởng thọ 87 tuổi.

## Những chi tiết khác
Tướng Nguyễn Hữu Có được cho là người quyết định cấp hiệu sĩ quan cấp tá của QLVNCH được gắn thêm một vạch ngang phía dưới bông mai trắng để dễ phân biệt giữa cấp úy với cấp tá.
Trong thời gian trong trại cải tạo, ông chiêm niệm về ý nghĩa cuộc đời và tìm hiểu Kinh Thánh. Ông cải sang đạo Tin Lành và nhận báp-têm vào năm 1983.

## Gia đình
- Phu nhân: Bà Nguyễn Thị Tín (Nguyên Ủy viên Ủy ban Mặt trận Tổ quốc Việt Nam tại Thành phố Hồ Chí Minh)

Ông bà có 12 người con cả trai và gái.